# 圣萨图尼努
圣萨图尼努是葡萄牙波塔莱格雷区的一个堂区。总面积41.34平方公里，总人口339人，人口密度8.2人/平方公里。